# Карпович Іван Власович
Іван Власович Карпович (6 січня 1904, Тайниця, Київська губернія — 18 липня 1984, Чабани, Київська область) — радянський агроном, селекціонер, лауреат Сталінської премії (1946), заслужений агроном РРФСР.

## Біографія
Народився у 1904 році на хуторі Тайниця Жашківської волості Таращанського повіту Київської губернії. У 1914 році його сім'я переїхала до Козичанки.
З 1914 по 1918 роки навчався у Козичанській земській школі, продовжував освіту в Бишівській школі, яку закінчив 1921 року.
Закінчив Білоцерківський сільськогосподарський інститут, агрономічний факультет (1925).

### Робота
У 1925 році І. Карповича направили на Поліську регіональну сільськогосподарську дослідну станцію Малинського району Житомирської області (с. Федорівка), де він працював до 1938 року на посадах стажиста, старшого техніка, молодшого, а згодом старшого наукового співробітника відділу селекції та насіннєводства.
- 1938—1964 — завідувач лабораторії селекції Наримської державної дослідної станції (Томська область); не раз обирався депутатом Колпашівської міської ради (РРФСР).
- Грудень 1964—1968 — старший науковий співробітник Інституту землеробства АН України (Київ).
- 1968—1982 — зав. відділу селекції (1968—1971), старший науковий співробітник (1971—1982) Поліської дослідної станції ім. О. М. Засухіна.

Один з організаторів селекції картоплі, озимого жита та люпину на Поліській дослідній станції (1929) та ярої пшениці, вівса та картоплі на Наримській дослідницькій станції.
Вивів такі сорти картоплі, як «Роза Полісся», «Кріпиш», «Поліська-36», «Островська», «Житомирянка», «Поліська Рожева», «Малинчанка», «Ікар» та інші. Сорт картоплі Наримчанин (Поліський 36) був районований у Томській області до 1949 року і зіграв у картоплярстві велику позитивну роль.
Автор відомого сорту озимого жита «Поліський» та тритікале «Житниця-І»; люпину: «Вузьколистий-198»; ярої пшениці: «Наримська-246», «Наримська-3»; вівса: «Наримський-943».
Йому належать більше 120 друкованих праць, серед яких понад 30 наукових. Основні з них:
- «Вирощування картоплі із насіння» (1933);
- «Підсумки та завдання селекції картоплі на Поліській дослідній станції ім. А. Н. Засухіна» (1970);
- «Селекція картоплі на стійкість» (1973).

## Нагороди
Багато разів був учасником Всесоюзних сільськогосподарських виставок. У березні 1941 року отримав срібну медаль Всесоюзної сільськогосподарської виставки «За наилучшие образцы труда в сельском хозяйстве».
Сталінська премія 1946 року — за виведення нових сортів зернових культур і за наукову розробку системи землеробства в умовах Північної тайгової зони Сибіру.
5 червня 1964 року Указом Президії Верховної Ради РРФСР йому було присвоєно почесне звання «Заслужений агроном РРФСР».
І. В. Карпович — активний учасник Фонду миру, нагороджений багатьма орденами та медалями, серед яких орден Пошани, медаль «За освоєння цілинних земель» та інші нагороди.
Свої останні дні провів у селищі Чабани, що під Києвом.